# アレキサンダー・ウィーナーベルガー
アレキサンダー・ウィーナーベルガー(1891年12月8日、ウィーン - 1955年1月5日、ザルツブルク)は、オーストリア＝ハンガリー帝国出身の化学技術者。ソ連の化学企業に19年間勤務し、ハリコフで働きながら撮った1932年-1933年のホロドモールに関する一連の写真は、当時のウクライナの人々の大量飢餓の証拠写真となっている。ナチ党員であったが、ユダヤ系であったため党を追放された。 

## 生涯
アレキサンダー・ウィーナーベルガーは1891年(いくつかの資料では1898年と誤記)、ウィーンで混血の家系で生まれた。父がユダヤ人、母がチェコ人であったにもかかわらず、アレクサンダー自身は娘によると、自らをオーストリア人の無神論者であると考えていたという。 
1910年から1914年まで、彼はウィーン大学哲学部で学んだ。 
第一次世界大戦中はオーストリア・ハンガリー軍に動員され、ロシア軍との戦いに参加し、1915年に捕虜となった。 
1917年にはモスクワへの移住を許可され、そこで友人たちと化学研究所を設立した。1919年秋、偽の書類を使ってソ連からエストニア経由でオーストリアに脱出しようとしたが失敗し、プスコフでチェーカーに逮捕された。スパイ行為で有罪判決を受けた。彼は1920年代の大部分をモスクワのルビャンカ刑務所で過ごした。刑務所での収監中、化学者としての彼の能力がソ連政府に評価され、外国人囚人を使用して生産に従事させた。ウィーナーベルガーは、ニスや塗料の生産のための技術者に任命され、後に爆発物製造工場で働いた。 
1927年、バルト・ドイツ人のヨゼフィーネ・レニモイスと結婚したが別れた。前妻は娘のアンネマリー、息子のアレクサンダーとともにエストニアに残った(後にアンネマリーはオーストリアに移住した)。 
1928年、収監後初めてウィーンの親戚を訪れ、シュヴェヒャトの製造業者の娘リリー・ジマーマンと再婚した。モスクワに戻ると、彼の制限が解除され、妻はソ連に移住することができるようになった。1931年、妻は一時的にウィーンに戻ることを許され、そこで娘マーゴットを出産した。 
1930年代初頭、ウィーナーベルガー家はモスクワに住み、アレクサンダーは化学工場で働いていた。1932年にリュブチャニ(モスクワ州)に送られてプラスチック工場の技術部長になり、1933年にはハリコフで同等の職に就いた。 

### 1932年から1933年の飢饉の証拠写真

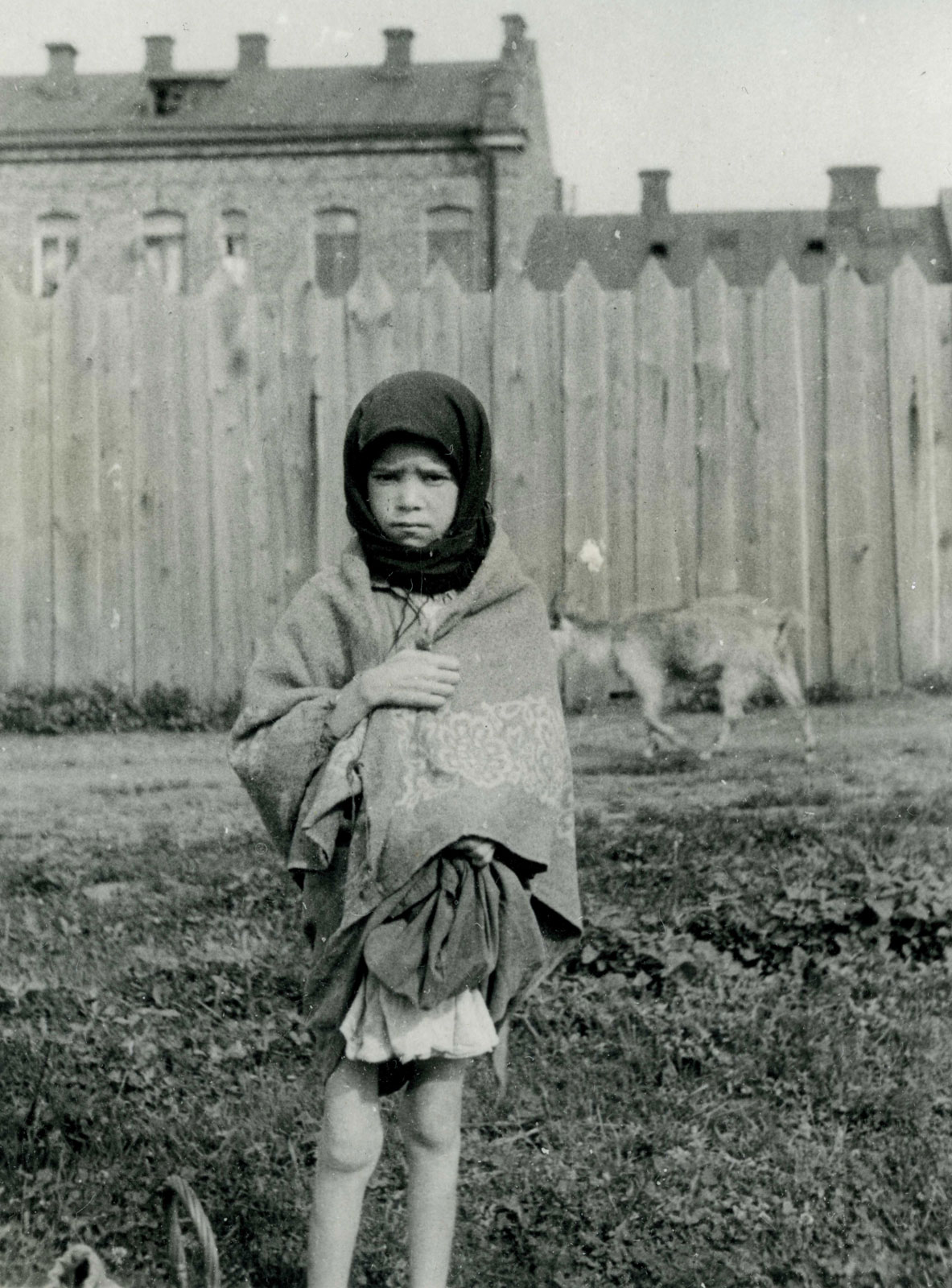
ウィーナーベルガーによるハリコフの空腹の少女の写真はホロドモールで最も有名な写真の一つである

当時のウクライナ・ソビエト社会主義共和国の首都ハリコフに住み、ウィーナーベルガーは大規模な飢饉を目撃し、NKVDによる逮捕の恐れを感じつつ街中の光景を撮影した。 
ハリコフ滞在中に、ホロドモール時のハリコフの街を約100枚ほど密かに写真撮影した。彼の写真には、食料品店に並ぶ空腹の人々の列、飢えた子供たち、ハリコフの街中で餓死した人々の遺体、大量の餓死者の墓などが写っている。この技術者はドイツのライカカメラを使って写真を撮ったが、これは海外の友人から譲り受けたものと考えられる。 
1934年にオーストリアに向けて出発したウィーナーベルガーは、オーストリア大使館の援助を得て外交文書でネガを送った。オーストリアの外交官は、国境で所持品検査を受ける可能性が高く、写真が発見された場合は彼の命が危険なため、このような慎重な措置をとるよう主張した。ウィーンに戻った後、テオドール・イニッツァー枢機卿に写真を手渡し、イニッツァー枢機卿は、国際委員会事務総長のエヴァルト・アンメンデ及び国際連盟に写真を贈った。 
1934年、オーストリアの祖国戦線は、「Rußland, wie es wirklich ist」(ロシアの素顔)と題した小さな冊子にウィーナーベルガーによる写真を掲載したが、出所明示はしなかった。 
ウィーナーベルガーによる写真は、1935年にエヴァルト・アンメンデの「ロシアは飢えるべきか」(Muss Russland Hungern)という本に掲載されたことで初めて一般に公開された。撮影者の安全を考慮して、写真の出所は明示されなかった。1939年、オーストリアでソビエト連邦での生活についての回顧録を出版したが、その中の2つの章はホロドモールをテーマにした。写真は1942年に出版された回顧録にも含まれている。 
1944年、ウィーナーベルガーはロシア解放軍の連絡将校を務めた。戦後、ソ連軍への転属を回避し、アメリカ占領区のザルツブルクで1955年に亡くなった。 
現在、ウィーナーベルガーの写真は他にも多くの作品で再出版されており、特にウィニペグのカナダ人権博物館に展示されている。 

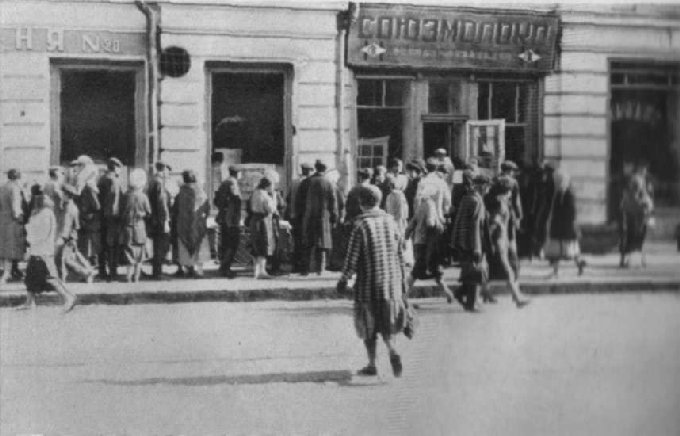
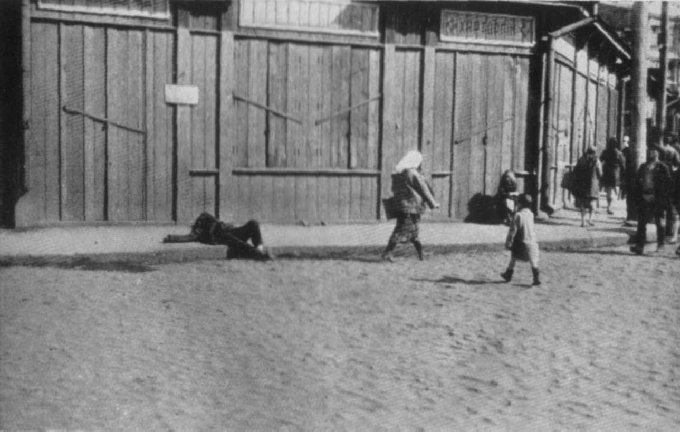
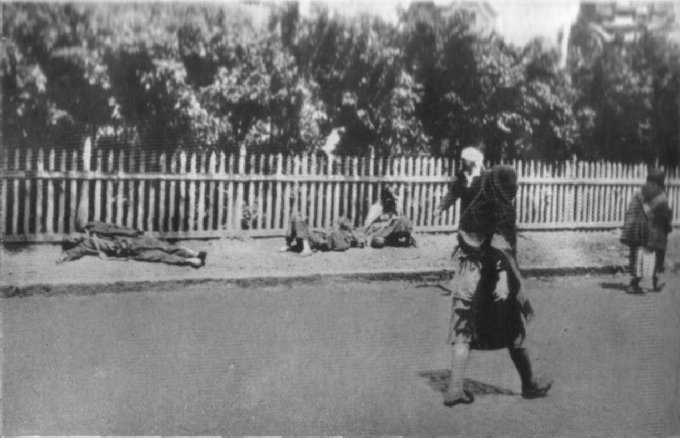
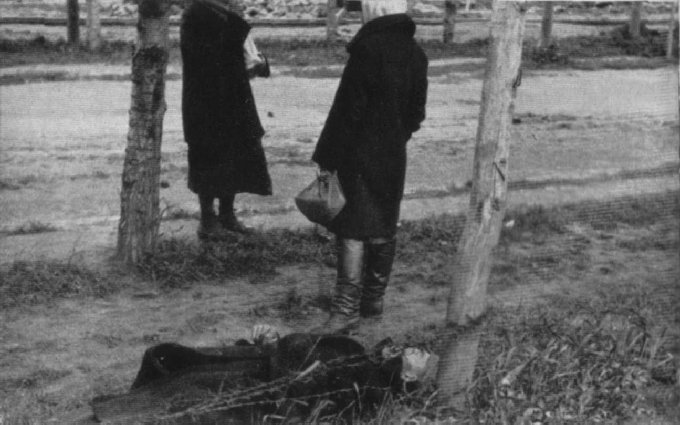
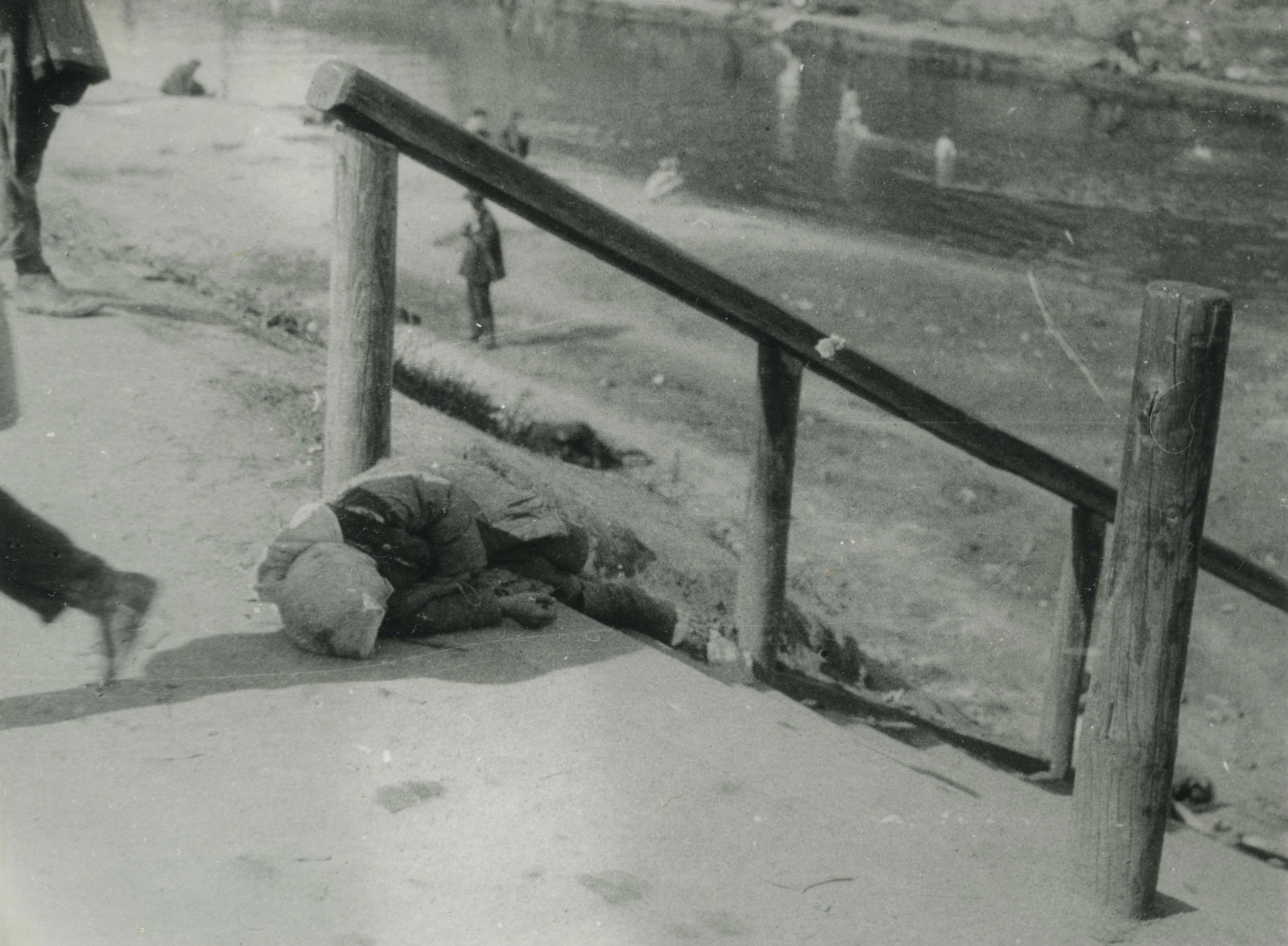
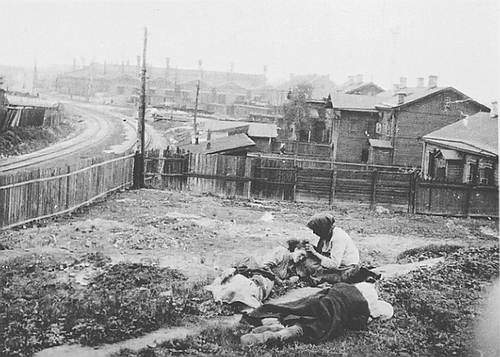
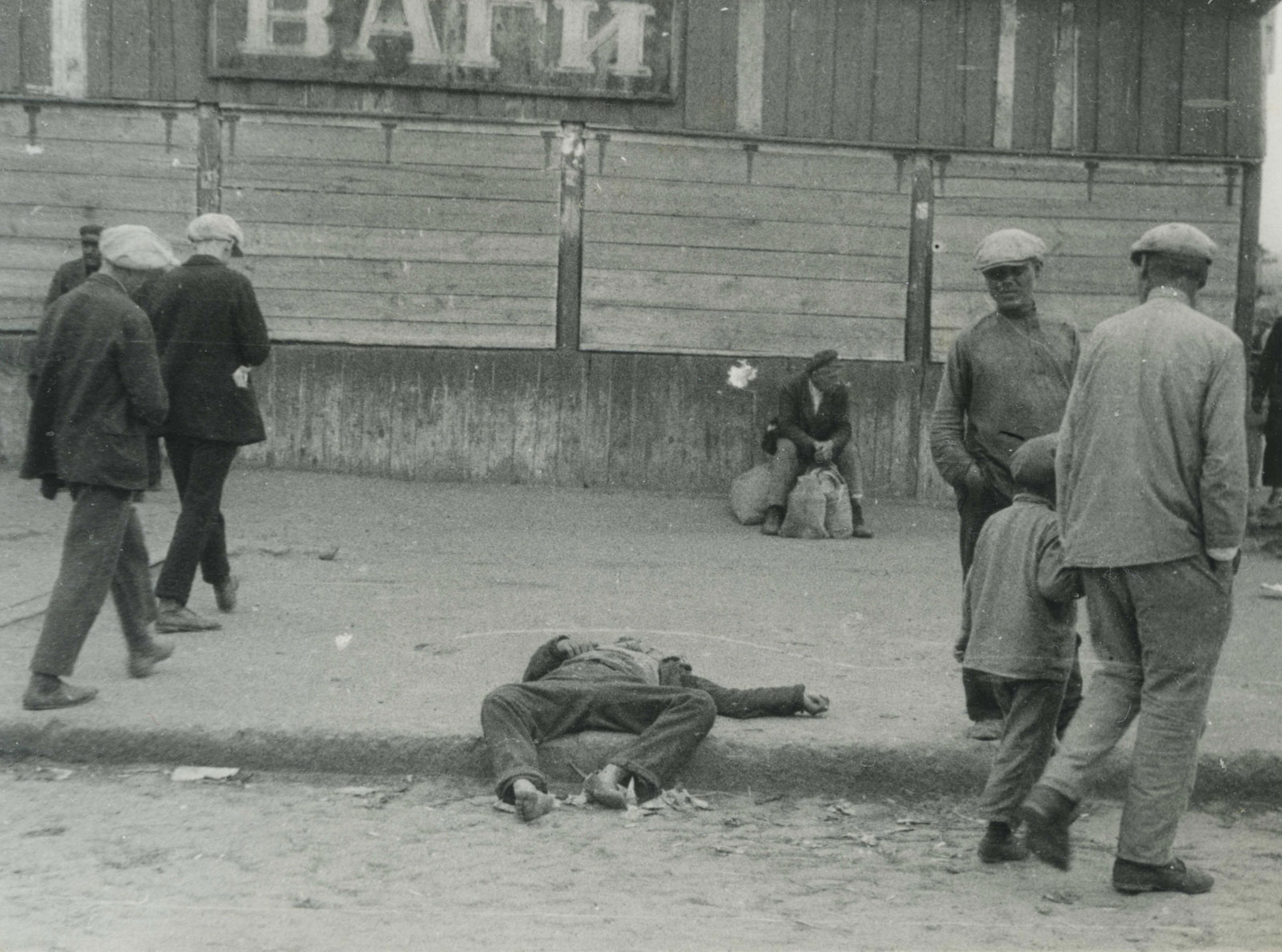
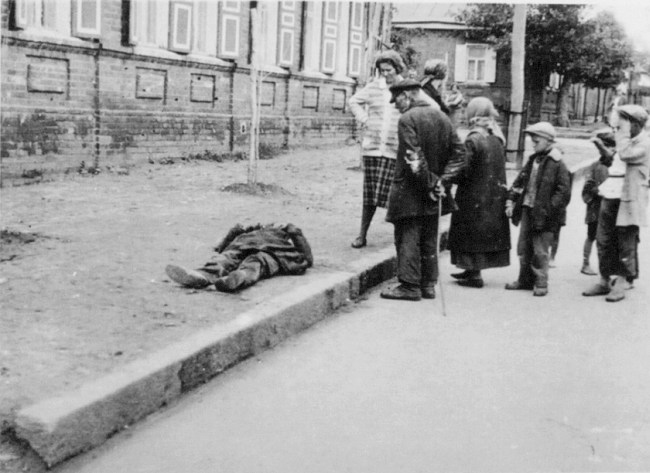
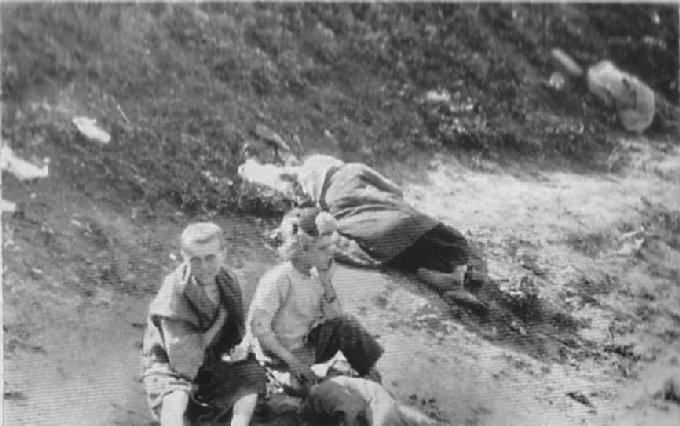
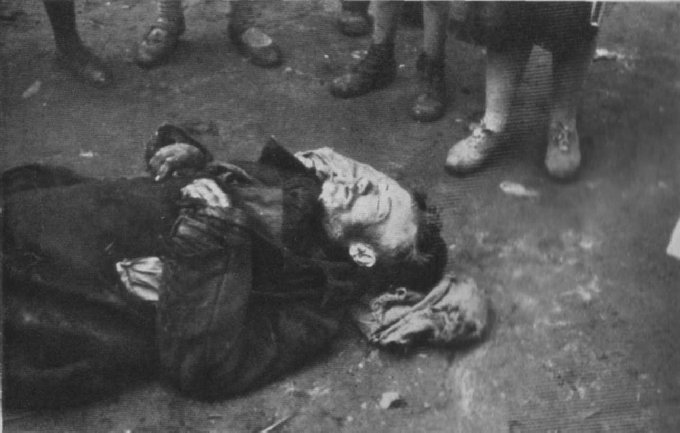

### ウクライナ語
- Голодомор-Знімкиавстрійськогофотографа-аматора、зображенняжертв、місцьмасовавмлллллллллдлллдодоккодкд МЗСУкраїни
- АлександрВінербергеруспогадахдоньки。 НаціональниймузейГолодомору-геноцидуBBCУкраїна
- бебувгеноцид：історіябританськоїфотохудожниці、якаширитьпам'ятьпроГолодомор
- ЗустрічзправнучкоюінженераВінербергера、автораунікальнихфотоГолодомору。 НаціональниймузейГолодомору-геноцидуBBCУкраїна
- УкраїнськийГолодоморочимаавстрійця。 Радіо«Свобода»
- Людипомиралипростонаузбіччях-жахіттяГолодоморуочимаавстрійськогоінженераВінерберґера。 Gazeta.ua
- ЛюдиПравди、кремлівськапропагандаікорисніідіоти。 Дзеркалотижня
- НевідоміфотоГолодоморуінженераВінербергера。 Радіо«Свобода»
- «Годувалисвинейтрупами»：опублікованоневідоміранішефотоГолодомору。 Obozrevatel
- олодомор：унікальніфотовідавстрійськогоінженера。 Ukrinform
- ноземціпроГолодомор：унікальніфотовідавстрійськогоінженера。 Glavcom.ua

### 他言語
- ハリコフ地域のホロドモール. 写真：Alexander Wienerberger氏
- アレキサンダー・ウィーナーベルガー：娘の記憶
- アレキサンダー・ウィーナーベルガー イギリスの写真史
- オーストリア人の目を通したウクライナのホロドモール
- ヨーゼフ フォーグル アレキサンダー・ウィーナーベルガー — Fotograf des Holodomor. In: Dokumentationsarchiv des österreichischen Widerstandes (Hrsg.), Feindbilder, Wien 2015 (= Jahrbuch 2015), S. 259—272
- УникальныефотоГолодоморавУкраине：ихтайкомснялАлександрВинербергер
- «РискуяпопастьвзастенкиНКВД、мойпрадедфотографировалжертвГолодомора»